# Nyambe Mulenga
Henry Nyambe Mulenga (Chingola, 27 agosto 1987) è un calciatore zambiano, difensore dello ZESCO United e della Nazionale zambiana.

## Palmarès

### Nazionale
- Coppa d'Africa: 1

2012